# Nephodia falculata
Nephodia falculata är en fjärilsart som beskrevs av Louis Beethoven Prout 1910. Nephodia falculata ingår i släktet Nephodia och familjen mätare. Inga underarter finns listade i Catalogue of Life.